# Buenamadre
Buenamadre is een gemeente in de Spaanse provincie Salamanca in de regio Castilië en León met een oppervlakte van 59,24 km². Buenamadre telt 133 inwoners (1 januari 2016).

## Demografische ontwikkeling

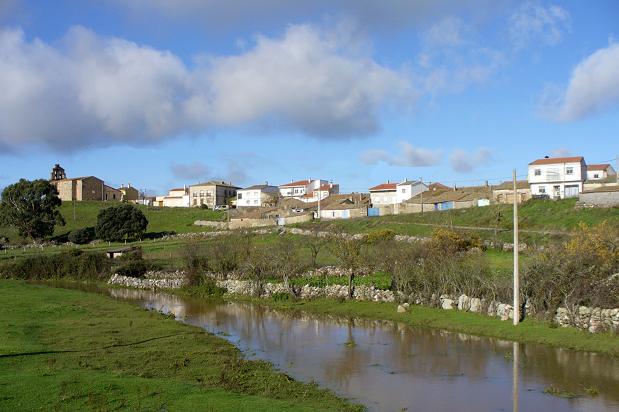
Uitzicht op Buenamadre aan de rivier Tumbafrailes

Bron: INE, 1857-2011: volkstellingen